# Jean-Nicolas Stofflet
Jean-Nicolas Stofflet, né le 3 février 1753 à Bathelémont (duché de Lorraine) et mort fusillé le 25 février 1796 à Angers, est un militaire français et un général royaliste de la guerre de Vendée.

## Biographie
Longtemps simple soldat dans un régiment suisse en France et ensuite garde-chasse au service du comte de Colbert-Maulévrier à Maulévrier, il rejoint les Vendéens quand ils se révoltent contre la Révolution pour défendre leur religion catholique et les principes royalistes. Pendant la guerre de Vendée, il sert d'abord sous le commandement de Maurice d'Elbée, se bat à Fontenay, Cholet et Beaupréau, Laval et Antrain.
Il est nommé major-général de l'armée royaliste et, en 1794, succède à Henri de La Rochejaquelein comme général en chef. Il établit son quartier général dans la forêt de Vezins. Il s'y installe en mai 1793 après la destruction de l'hôpital de charité du monastère des Frères de Saint Jean-de-Dieu. Ses querelles avec un autre chef vendéen, François de Charette et les revers subis par les armées vendéennes le conduisent à faire sa soumission et à accepter les termes du traité de Saint-Florent-le-Vieil, le 2 mai 1795.
Cependant, il viole bientôt ce traité et, en décembre 1795, reprend les armes à l'instigation d'agents royalistes pour le parti du comte de Provence, le futur Louis XVIII, de qui il a reçu le rang de maréchal de camp. Cette dernière tentative de Stofflet échoue complètement.
Il est surpris par un détachement républicain du régiment de Bassigny, la nuit du 23 au 24 février 1796 dans une métairie, la ferme de la Saugrenière, près de La Poitevinière. Au moment où il se voit pris, Stofflet saisit aux cheveux le grenadier Audions et il allait l'étrangler quand son camarade Chartier est venu à son secours. Conduit à Angers, Stofflet est condamné à mort par une commission militaire et fusillé le lendemain, 25 février.
La maigre troupe qu'il commandait encore est reprise par Charles d'Autichamp.
Ses hommes le craignent plus qu'ils ne l'aiment. Il est intelligent, bon militaire mais est aussi dur, froid et ambitieux.

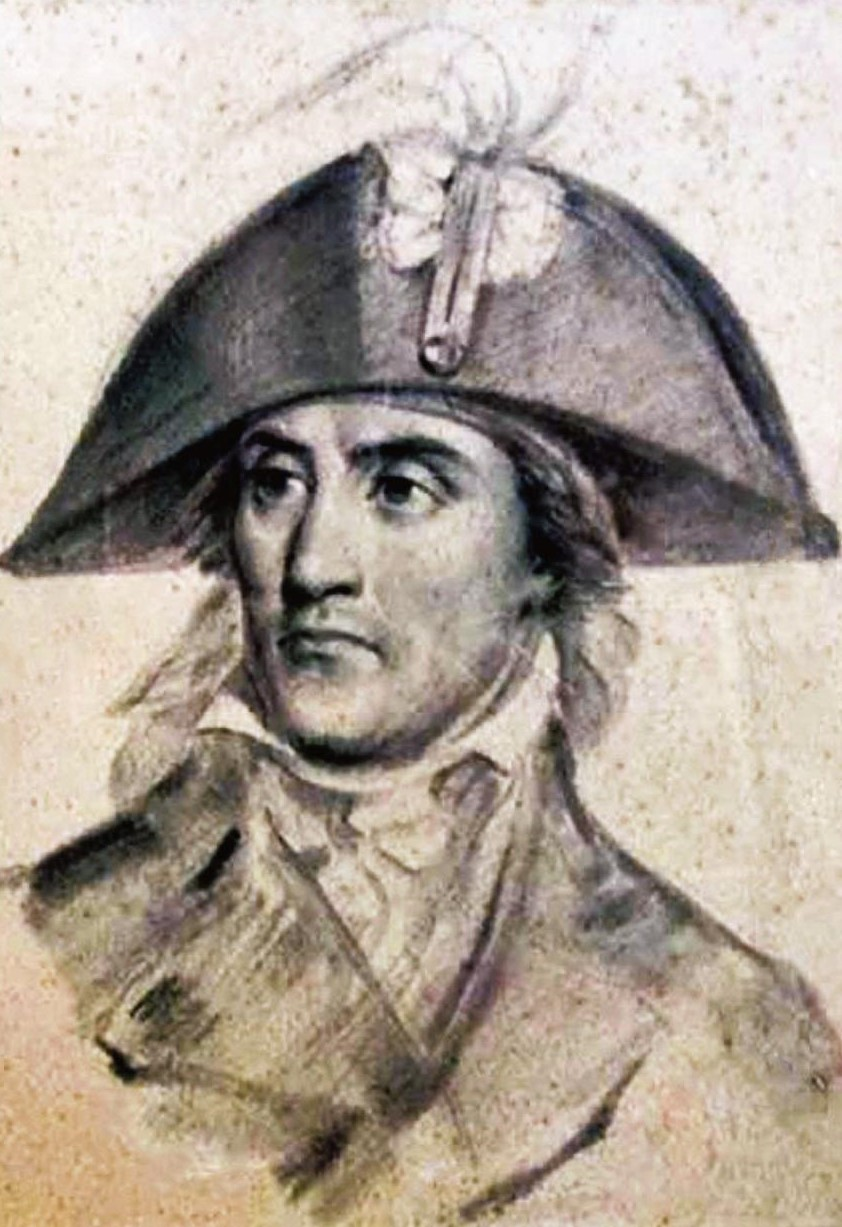
Portrait de Stofflet, par Robert Lefèvre, 1826.
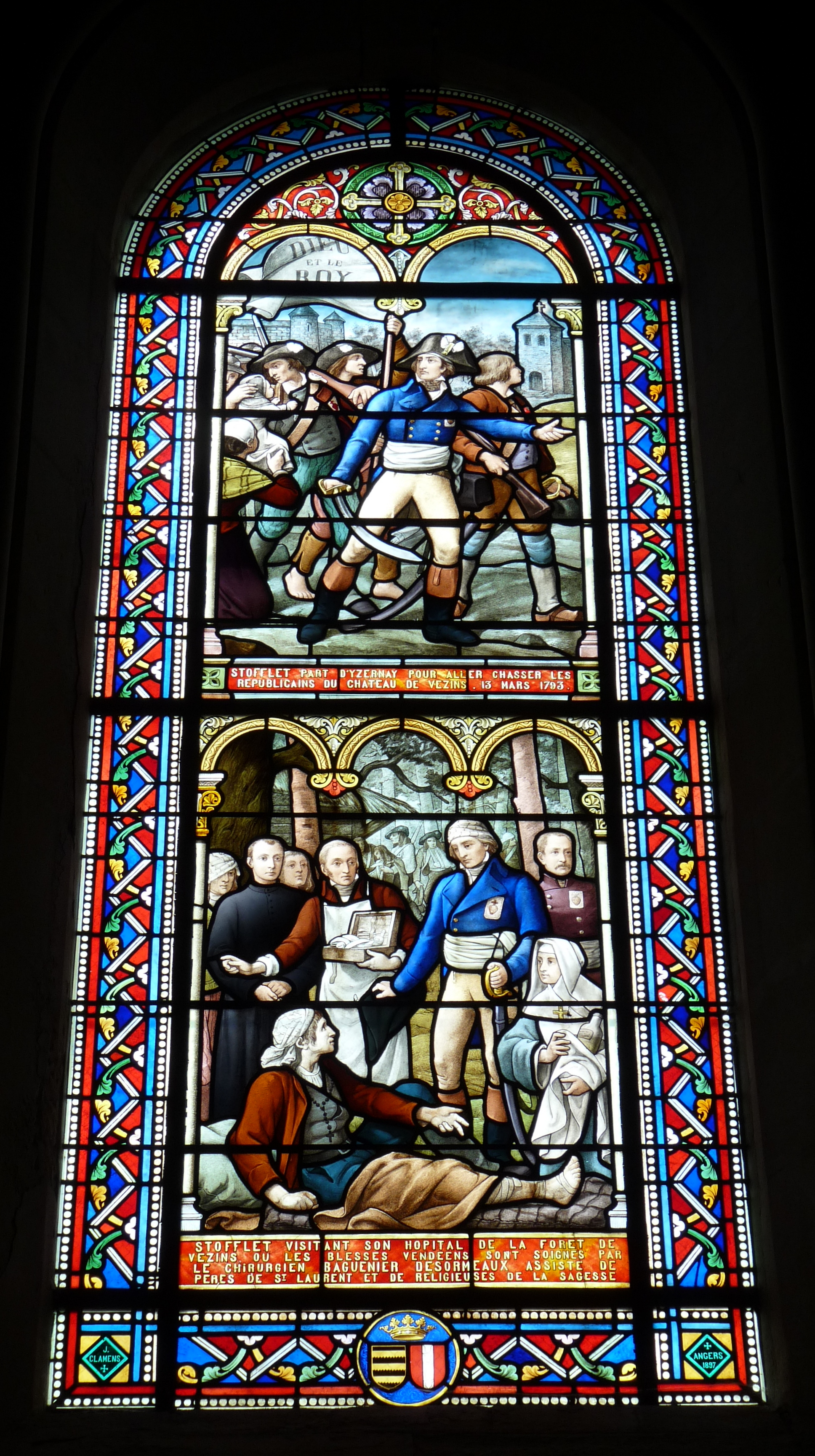
Vitrail dans l'église du Pin-en-Mauges.
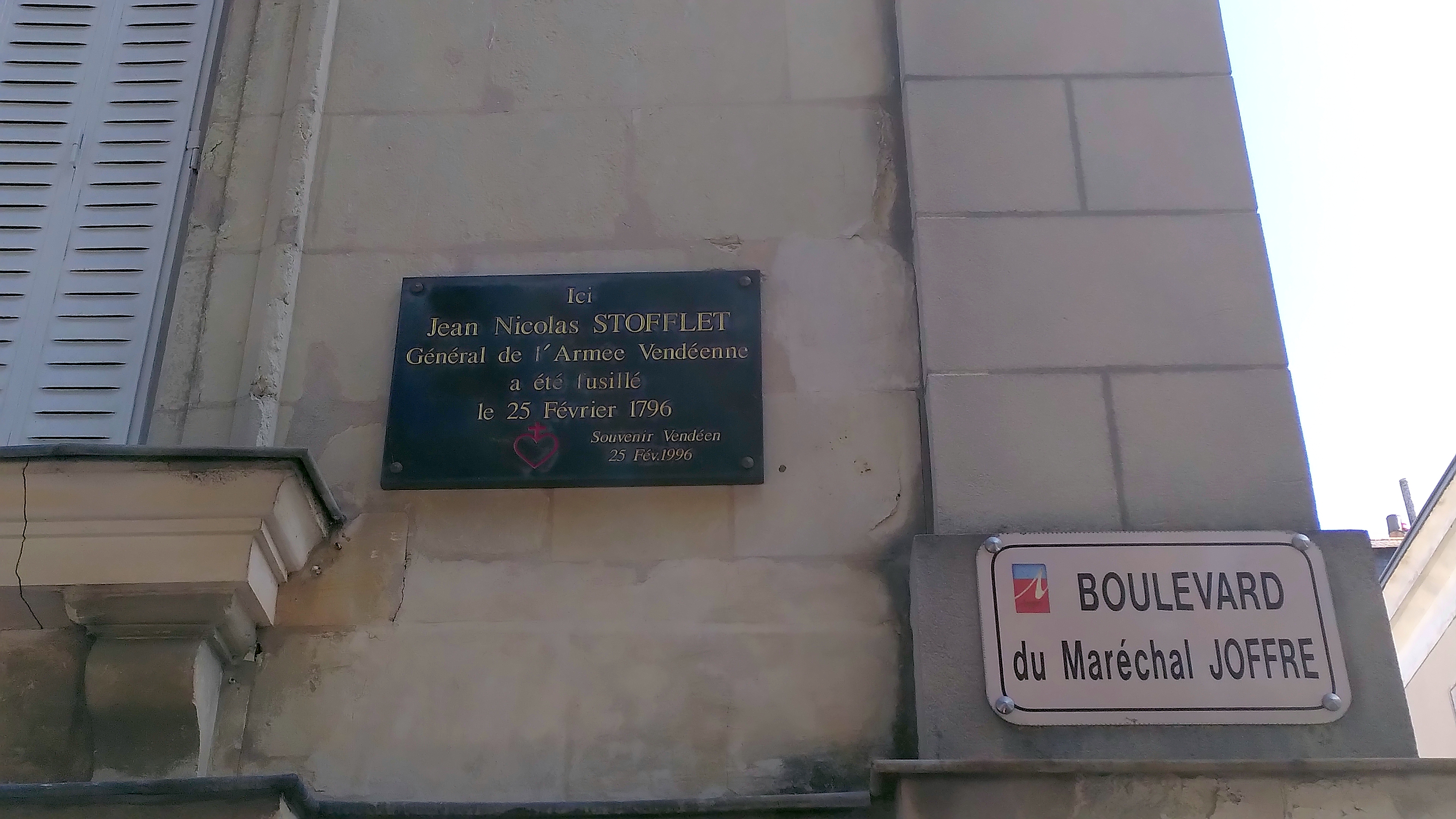
Plaque commémorant l'exécution de Stofflet à Angers (25 février 1796).

## Regards contemporains
« Stofflet était à la tête des paroisses du côté de Maulévrier. Il était Alsacien (sic), et avait été soldat. Lors de la révolte, il était garde-chasse au château de Maulévrier : il avait alors quarante ans; il était grand et robuste. Les soldats ne l'aimaient pas, parce qu'il était dur et brutal, mais ils lui obéissaient mieux qu'à personne, et cela le rendait fort utile. Les généraux avaient grande confiance en lui ; il était actif, intelligent et brave. À la fin, de mauvais conseillers se sont emparés de son esprit, l'ont gouverné et lui ont inspiré un orgueil, une vanité qui ne lui étaient pas naturels, et qui lui ont fait commettre de grandes fautes et causé beaucoup de tort au parti. Alors qu'il était, comme tout le monde, dévoué à faire le mieux possible, sans songer à lui. »

— Victoire de Donnissan de La Rochejaquelein, Mémoires.

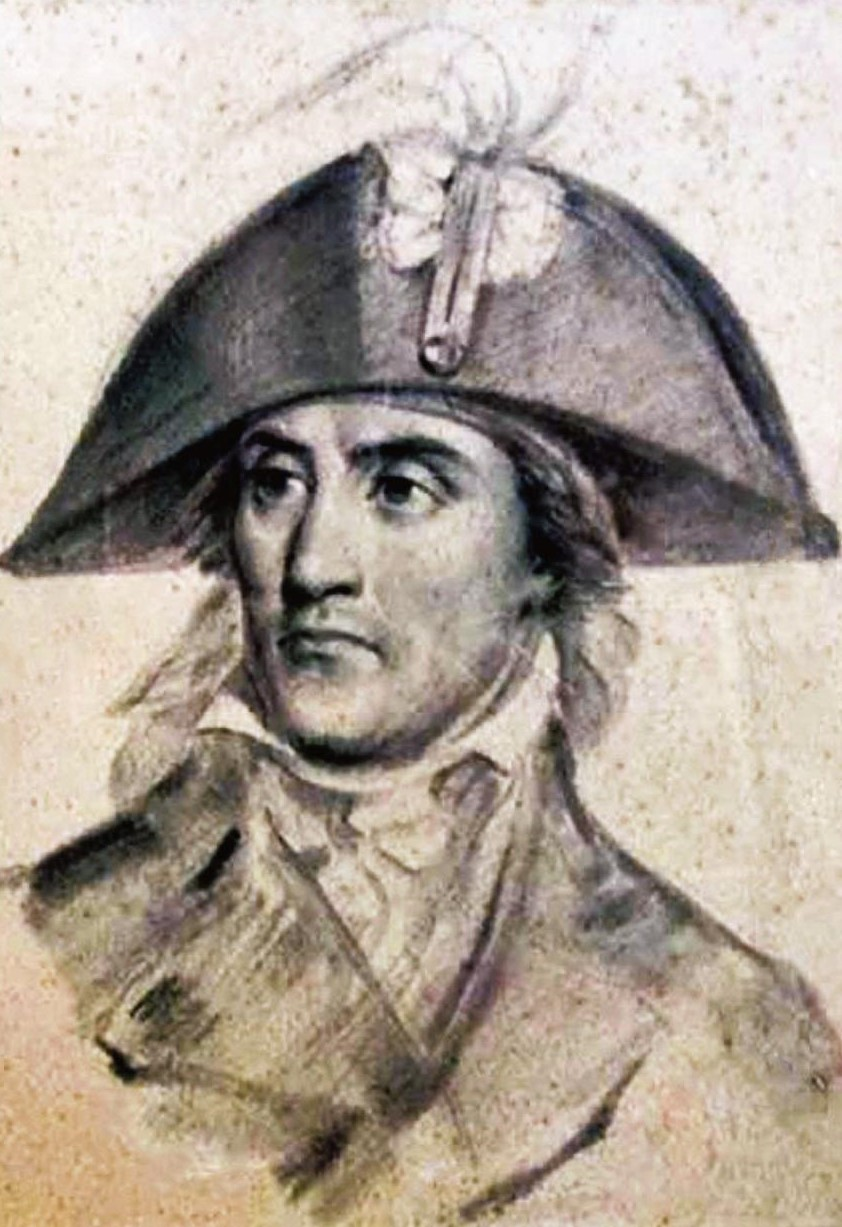
Portrait de Stofflet, par Robert Lefèvre, 1826.

Des bons Stofflet aussi appelés bons de Maulévrier ont été imprimés dans la forêt de Maulévrier dès octobre 1794 par Pierre Clambard, imprimeur de l'Armée catholique et royale.
Son crâne est exposé au musée d'Art et d'Histoire de Cholet (Maine-et-Loire).